# Erik Wallerius
Erik Gustaf Wallerius (Gotemburgo, 16 de abril de 1878-Gotemburgo, 7 de mayo de 1967) fue un deportista sueco que compitió en vela en las clases 8 Metre y 10 Metre.
Participó en dos Juegos Olímpicos de Verano en los años 1908 y 1912, obteniendo dos medallas: plata en Londres 1908 (8 Metre) y oro en Estocolmo 1912 (10 Metre).

## Palmarés internacional
| Juegos Olímpicos | Juegos Olímpicos      | Juegos Olímpicos | Juegos Olímpicos |
| Año              | Lugar                 | Medalla          | Clase            |
| ---------------- | --------------------- | ---------------- | ---------------- |
| 1908             | Londres (Reino Unido) | Medalla de plata | 8 Metre          |

| Juegos Olímpicos | Juegos Olímpicos   | Juegos Olímpicos | Juegos Olímpicos |
| Año              | Lugar              | Medalla          | Clase            |
| ---------------- | ------------------ | ---------------- | ---------------- |
| 1912             | Estocolmo (Suecia) | Medalla de oro   | 10 Metre         |